# María de Nati
Pour les articles homonymes, voir Nati et Diaz.
María Díaz, connue sous le pseudonyme de María de Nati, née à Madrid le 11 juin 1997, est une actrice espagnole.

## Biographie
Dans la série Entrevías de Telecinco, produite par Mediaset et Netflix, María de Nat joue le rôle d'une cheffe de gang, l'un des premiers rôles féminins du genre au niveau international dans la culture populaire.

## Filmographie

### Au cinéma
- 2016 : Que Dios nos perdone, de Rodrigo Sorogoyen[2]
- 2018 : El reino, de Rodrigo Sorogoyen
- 2021 : El buen patrón, de Fernando León de Aranoa
- 2024 : Al otro barrio

### À la télévision
- 2014 : El rey (Telecinco)[3]
- 2015 : Le Secret
- 2015 : L'Aigle rouge
- 2017 : Mónica Chef
- 2017 : Apaches
- 2017 : C.R.A.K.S.
- 2018 : La Victime n° 8
- 2018 : Bajo la red
- 2019 : Terror.app
- 2019 : Todo por el juego
- 2019 : Si yo fuera rico
- 2020 : Madres. Amor y vida
- 2020 : Encrucijada
- 2020 : Adentro
- 2020 : Gente hablando
- 2021 : Entrevías[4]
- 2021 : Deudas
- 2023 : Las pelotaris 1926[5]
- 2023 : Nacho[6]
- 2024 : ¿A qué estás esperando?
- 2024 : Las abogadas
- 2024 : La terre des femmes